# Белякова, Любовь Борисовна
Любовь Борисовна Белякова (в девичестве — Мельнова; 10 декабря 1967, Куса, Челябинская область) — советская и российская биатлонистка, участница зимних Олимпийских игр 1994 года, призёр этапа Кубка мира, неоднократная чемпионка СССР среди взрослых и юниоров. Мастер спорта СССР международного класса (1994).

## Биография
Воспитанница ДЮСШ г. Кусы, начинала заниматься лыжными гонками, а с 13 лет — биатлоном. Первый тренер — В. П. Моисеенко. Окончила Челябинский государственный университет физической культуры (1989). Представляла спортивное общество «Буревестник» и город Челябинск, личный тренер в этот период — Виктор Фомич Медведев.
В 1983, 1984, 1987 становилась победительницей первенств СССР среди юниоров в разных возрастных категориях.
На чемпионате СССР впервые завоевала золотую медаль в 16-летнем возрасте, в 1984 году в эстафете в составе сборной РСФСР. В 1985 году снова стала чемпионкой в эстафете, а в 1986 году завоевала две бронзовые медали — в эстафете и впервые в личном виде — индивидуальной гонке.
В 1993 году вошла в состав сборной России и принимала участие в Кубке Европы. В том же году одержала победу на международных соревнованиях «Праздник Севера» и в спринте на «Ижевской винтовке».
На Кубке мира дебютировала в составе сборной России в сезоне 1993/94, 9 декабря 1993 года на этапе в Бадгастайне, заняла 57-е место в индивидуальной гонке. На этом же этапе стала 19-й в спринте, набрав первые очки в зачёт Кубка мира. В этом же сезоне на этапе в Поклюке впервые вошла в топ-10 в спринте, а на этапе в Антхольце 20 января 1994 года заняла второе место в индивидуальной гонке, уступив только француженке Анн Бриан.
Принимала участие в зимних Олимпийских игр 1994 года в Лиллехаммере. Стартовала только в одном виде программы — спринте 23 февраля 1994 года, заняла 42-е место.
По окончании спортивной карьеры работает преподавателем в Челябинском юридическом институте МВД РФ.